# Bacherbergen
Bacherbergen är en bergskedja i Slovenien, söder om Drava.
Bacherbergen som består av granit och skiffer, är en sydöstlig utlöpare av Noriska alperna. Črni Vrh (Schwarzkogel) är högsta toppen, 1.543 meter över havet.